# إميليو بيانكي
إميليو بيانكي (بالإيطالية: Emilio Bianchi)‏ هو صحفي إيطالي، ولد في 8 أكتوبر 1957.